# دوغ أدكينز
دوغ أدكينز (بالإنجليزية: Doug Adkins)‏ هو مغن مؤلف أمريكي، ولد في 3 أكتوبر 1963.

## وصلات خارجية
- الموقع الرسمي
- دوغ أدكينز على موقع ميوزك برينز (الإنجليزية)
- دوغ أدكينز على موقع ديسكوغز (الإنجليزية)